# Ради удовольствия
«Ради удовольствия: Рассказ нечаянного революционера» (англ. Just for Fun: The Story of an Accidental Revolutionary) — юмористическая биография Линуса Торвальдса, создателя ядра Linux, написанная им в соавторстве с Дэвидом Даймондом. В книге отражено видение Линусом картины мира, свободного программного обеспечения и развития Linux. Также в ней был сформулирован один из вариантов закона Линуса.
Торвальдс стал ключевой фигурой в движении за программное обеспечение с открытым исходным кодом. Сотни лучших инженеров мира работают над улучшением системы Linux. Миллионы компьютеров, включая многие серверы, на которых работает Всемирная паутина, работают на Linux. Так же на Linux работают и многие приложения IBM и других гигантов. Just for Fun рассказывает об удивительной жизни Торвальдса — от его эксцентричного детства в Финляндии до его неуклюжих, гиковских подростковых лет, когда его самой большой радостью было написание программ на компьютере VIC-20 своего деда, до его восхождения к всемирной славе с Linux. Книга наполненная откровенными наблюдениями и мнениями Торвальдса о том, куда движутся высокие технологии и бизнес в будущем.
Книга была издана на финском и шведском языках (Линус принадлежит к шведско-говорящему населению Финляндии), и в дальнейшем переведена на множество языков мира.

## Издания
- Torvalds, Linus; Diamond, David. Just For Fun: The Story of an Accidental Revolutionary (англ.). — New York, New York, United States: HarperCollins, 2001. — ISBN 0-06-662072-4.